# The Astonishing
The Astonishing is het dertiende studioalbum van de Amerikaanse progressieve-metalgroep Dream Theater. Het is een dubbelalbum, uitgebracht op 29 januari 2016. Het is een conceptalbum.

## Achtergrond
Gitarist John Petrucci begon halverwege 2013 met het schrijven van het verhaal voor dit album. Een jaar later legde hij het idee voor aan de rest van groep. Zowel de groep als de platenmaatschappij stonden positief tegenover dit idee, John Petrucci zei hierover: "Everybody had the 'go for it' mentality. And from the very first meeting that we had with Dave Rath at Roadrunner, when I presented this and even just said the title, he was 100 percent on board. The involvement of everybody at Roadrunner has been absolutely unbelievable, so supportive. It kind of ignited the secret nerd in all of us that loves this sort of stuff, because it's fun, it's different." (Iedereen wilde ervoor gaan. En vanaf ons allereerste gesprek met Dave Rath bij Roadrunner Records, toen ik het plan presenteerde en eigenlijk alleen maar de titel noemde, stond hij er 100 procent achter. Het is werkelijk ongelooflijk hoe iedereen bij Roadrunner de hele tijd heeft meegeholpen. Het maakte in ons allemaal een beetje de heimelijke nerd wakker die gek is op dit soort dingen, want het is apart, het is grappig.) Vanaf het begin dacht Petrucci al aan de mogelijkheid van een verfilming, toneelstuk of computerspel.
Het verhaal is geïnspireerd op film- en televisieseries zoals Game of Thrones en Star Wars en op Petrucci's visie op de rol van technologie in de maatschappij. In een interview met Billboard sprak hij over automatisering en over hoe hij die ontwikkeling had doorgetrokken naar de muziek: "What would happen if with all the advances in technology in music that music [became] all artificial?" (Wat zou er gebeuren als door alle technologische vooruitgang in de muziekindustrie de muziek ook helemaal kunstmatig zou worden?).

## Nummers
Alle teksten zijn geschreven door John Petrucci, alle muziek is geschreven door Petrucci and Jordan Rudess.
| 1.                 | Descent of the NOMACS (instrumentaal) | 1:10 |
| 2.                 | Dystopian overture (instrumentaal)    | 4:50 |
| 3.                 | The gift of music                     | 4:00 |
| 4.                 | The answer                            | 1:52 |
| 5.                 | A better life                         | 4:39 |
| 6.                 | Lord Nafaryus                         | 3:28 |
| 7.                 | A Savior in the Square                | 4:13 |
| 8.                 | When Your Time Has Come               | 4:19 |
| 9.                 | Act of Faythe                         | 5:00 |
| 10.                | Three days                            | 3:44 |
| 11.                | The hovering sojourn (instrumental)   | 0:27 |
| 12.                | Brother, can you hear me?             | 5:11 |
| 13.                | A life left behind                    | 5:49 |
| 14.                | Ravenskill                            | 6:01 |
| 15.                | Chosen                                | 4:32 |
| 16.                | A tempting offer                      | 4:19 |
| 17.                | Digital discord (instrumentaal)       | 0:47 |
| 18.                | The X aspect                          | 4:13 |
| 19.                | A new beginning                       | 7:40 |
| 20.                | The road to revolution                | 3:35 |
| Totale duur: 79:49 |                                       |      |

| 1.                 | 2285 Entr'acte (instrumentaal) | 2:20 |
| 2.                 | Moment of betrayal             | 6:11 |
| 3.                 | Heaven's Cove                  | 4:19 |
| 4.                 | Begin again                    | 3:54 |
| 5.                 | The path that divides          | 5:09 |
| 6.                 | Machine chatter (instrumental) | 1:03 |
| 7.                 | The walking shadow             | 2:58 |
| 8.                 | My last farewell               | 3:44 |
| 9.                 | Losing Faythe                  | 4:13 |
| 10.                | Whispers on the wind           | 1:37 |
| 11.                | Hymn of a thousand voices      | 3:38 |
| 12.                | Our new world                  | 4:12 |
| 13.                | Power down (instrumentaal)     | 1:25 |
| 14.                | Astonishing                    | 5:51 |
| Totale duur: 50:34 |                                |      |

## Het verhaal
In 2285 is het noordoosten van de Verenigde Staten van Amerika een dystopie geworden. Het wordt geregeerd door de Great Northern Empire of the Americas. Vermaak is verboden, het enige dat bestaat is het elektronische geluid van NOMACS (Noise Machines). Keizer Nafaryus en zijn vrouw Arabelle staan aan het hoofd van het rijk, samen hebben ze twee kinderen: kroonprins Daryus en prinses Faythe.
In de afgelegen stad Ravenskill woont Gabriel, die van nature muziek kan maken en zingen ("The gift of music"). Hij heeft een oudere broer, Arhys, die leider is van de Ravenskill Rebel Militia, die tegen het keizerrijk is. Arhys heeft een zoon, Xander. Zijn vrouw Evangeline is overleden ("A better life").
Akte 1 begint met Nafaryus die een gerucht opvangt dat Gabriel de redder van de mensen zou zijn. Hij reist met zijn familie naar Ravenskill om Gabriel met eigen ogen te zien ("Lord Nafaryus"). Als ze aankomen, is Gabriel net aan het optreden op het stadsplein. Op verzoek van de keizerlijke familie gaat hij door met het optreden en brengt iedereen in vervoering ("A savior in the square"). Prinses Faythe herinnert zich tijdens het optreden dat ze als kind een speeldoos vond en deze in het geheim heeft bewaard. Wanneer Gabriel en Faythe elkaar aankijken worden ze verliefd ("Act of Faythe"). Hoewel ook Nafaryus wordt geraakt door het lied van Gabriel, ziet hij hem voornamelijk als bedreiging van zijn heerschappij. Hij geeft de bewoners van Ravenskill drie dagen om deze 'redder' uit te leveren ("Three days"). Arhys laat zijn broer onderduiken en weigert hem over te geven ("Brother, can you hear me?").
Terug in het paleis besluit Faythe dat ze Gabriel wil terugzien. Ze reist anoniem naar Ravenskill. Haar moeder Arabelle weet echter van haar plan en stuurt Daryus achter haar aan om haar te beschermen. Hij voelt zich echter achtergesteld en reist haar achterna, maar met andere bedoelingen ("A life left behind"). Faythe ontmoet Xander in Ravenskill en weet hem te overtuigen van haar goede bedoelingen. Xander laat haar door zijn vader Arhys naar Gabriel brengen. Zij belooft dat ze haar vader zal proberen te bewegen om de onderdrukking te stoppen ("Ravenskill").
In de tussentijd is ook Daryus in de stad aangekomen en hij neemt Xander gevangen. Hij belooft rijkdom voor Xander als Arhys zijn broer naar hem brengt. Daryus hoopt hiermee het respect van zijn vader te krijgen waar hij zo naar verlangt ("A tempting offer"). Arhys voelt zich verplicht om hierop in te gaan, hij heeft aan zijn vrouw beloofd om altijd hun zoon te beschermen ("The X aspect"). Faythe is teruggereisd naar haar vader. Haar geheime speeldoos blijkt vroeger van hem te zijn geweest. Ze overreedt haar vader ("A new beginning") en hij stemt in om Gabriel te ontmoeten in een verlaten amfitheater ("The road to revolution").
De tweede akte begint met Arhys die aan Daryus vertelt dat Gabriel die nacht bij Heaven's Cove zal zijn ("Moment of Betrayal"). Ook Arhys is bij het amfitheater en daar komt hij tot inkeer. Zodra Daryus aankomt, begint hij met hem te vechten. Daryus blijkt sterker en doodt Arhys ("The path that divides"). Xander heeft zijn vader gevolgd en ziet alles gebeuren. Hij rent naar zijn vader. Vanuit de schaduw komt er nog op iemand aangerend. Daryus denkt dat het Gabriel is en probeert deze te doden. Dan komt hij erachter dat het zijn zus Faythe is ("The walking shadow"). Gabriel komt aan en ziet zijn dode broer en Faythe. Hij bedekt de oren van zijn neef en schreeuwt zo hard dat Daryus doof wordt. De schreeuw wordt gehoord door de Keizer, zijn vrouw en de bevolking van Ravenskill ("My last farewell").
Als keizer Nafaryus en zijn vrouw Arrabelle aankomen, smeken ze Gabriel om Faythe te redden ("Losing Faythe"). Maar Gabriel kan niet meer zingen na zijn schreeuw ("Whispers on the wind"). De bevolking van Ravenskill, ook aangetrokken door de schreeuw, geven Gabriel hoop. Hij kan weer zingen en geneest met zijn stem Faythe ("Hymn of a thousand voices"). Nafaryus beseft de gevolgen van zijn bewind en besluit het conflict met Gabriel te beëindigen. Hij laat de NOMACS uitzetten ("Power down"). Daryus zijn acties worden hem vergeven. Gabriel en Faythe nemen de zorg voor Xander op zich ("Our new world"). Nafaryus belooft het keizerrijk voortaan te besturen als een humaan leider, en muziek weer toe te staan ("Astonishing").

## Release
Dream Theater begon de marketingcampagne voor The Astonishing door bezoekers van hun website te laten kiezen voor een van de twee partijen: "The Great Northern Empire" of "The Ravenskill Rebel Militia". Hierna kregen respondenten regelmatig emails van hun kamp.
Begin november 2015 werd de titel van het album bekendgemaakt en werd ook op de website vermeld dat het een conceptalbum zou gaan worden. Op de website werd telkens meer informatie over de karakters en het verhaal gegeven. ook maakte de band bekend dat ze het album in zijn geheel zouden gaan spelen en dat in eerste instantie zou worden opgetreden in Europese theaters.
In december werd 29 januari vermeld als officiële releasedatum en werden ook de verschillende uitvoeringen bekendgemaakt. Ook werd de eerste single uitgebracht, The gift of music. In januari werd een tweede nummer uitgebracht, Moment of betrayal.

## Band en ander personeel
Dream Theater
- James LaBrie – zanger
- Mike Mangini – drums, percussie
- John Myung – basgitaar
- John Petrucci – gitaar, productie, verhaal en concept
- Jordan Rudess – keyboards

Overige muzikanten
- Eric Rigler - doedelzak op "The X Aspect"
- Praags Filharmonisch Orkest[6]

Productie
- Richard Chycki – Audio-engineer en mix
- Jie Ma - Grafisch ontwerp
- David Campbell - Orkest- en koor-arrangementen